# Dominical (Chiriquí)
Dominical es un corregimiento del distrito de Renacimiento en la provincia de Chiriquí, República de Panamá. La localidad tiene 998 habitantes (2010).